# Järnväg i Liechtenstein

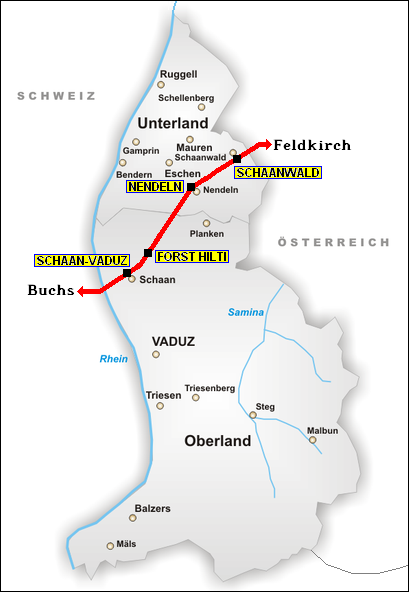
Karta över järnvägen i Liechtenstein med alla stationer.

Liechtensteins järnvägsnät består av en järnväg på endast 9,5 kilometer. Den drivs av det österrikiska järnvägsbolaget ÖBB och är en del av järnvägslinjen mellan Buchs i kantonen Sankt Gallen i Schweiz och Feldkirch i  Vorarlberg i Österrike. 
I Liechtenstein ligger stationerna Schaan-Vaduz, Forst Hilti, Nendeln och den numera nedlagda Schaanwald. Gränsövergången ligger vid Schaanwald (Liechtenstein)/Tisis (Österrike). Banan trafikeras av lokaltåg som stannar i Liechtenstein, fjärrtåg mellan Österrike och Schweiz som inte stannar där, samt av godståg.
Till den obemannade stationen Schaan-Vaduz i Schaan går det anslutande bussar ifrån hela Liechtenstein, bland annat huvudstaden Vaduz, vilken ligger cirka 3 kilometer söder om Schaan.
Järnvägen byggdes i slutet av 1800-talet då Liechtenstein var i union med Österrike-Ungern avseende tullar, frimärken, valuta med mera och öppnade 24 oktober 1872. Den elektrifierades 1926 och hade i början bara två stationer i Liechtenstein: Schaan-Vaduz och Nendeln. 

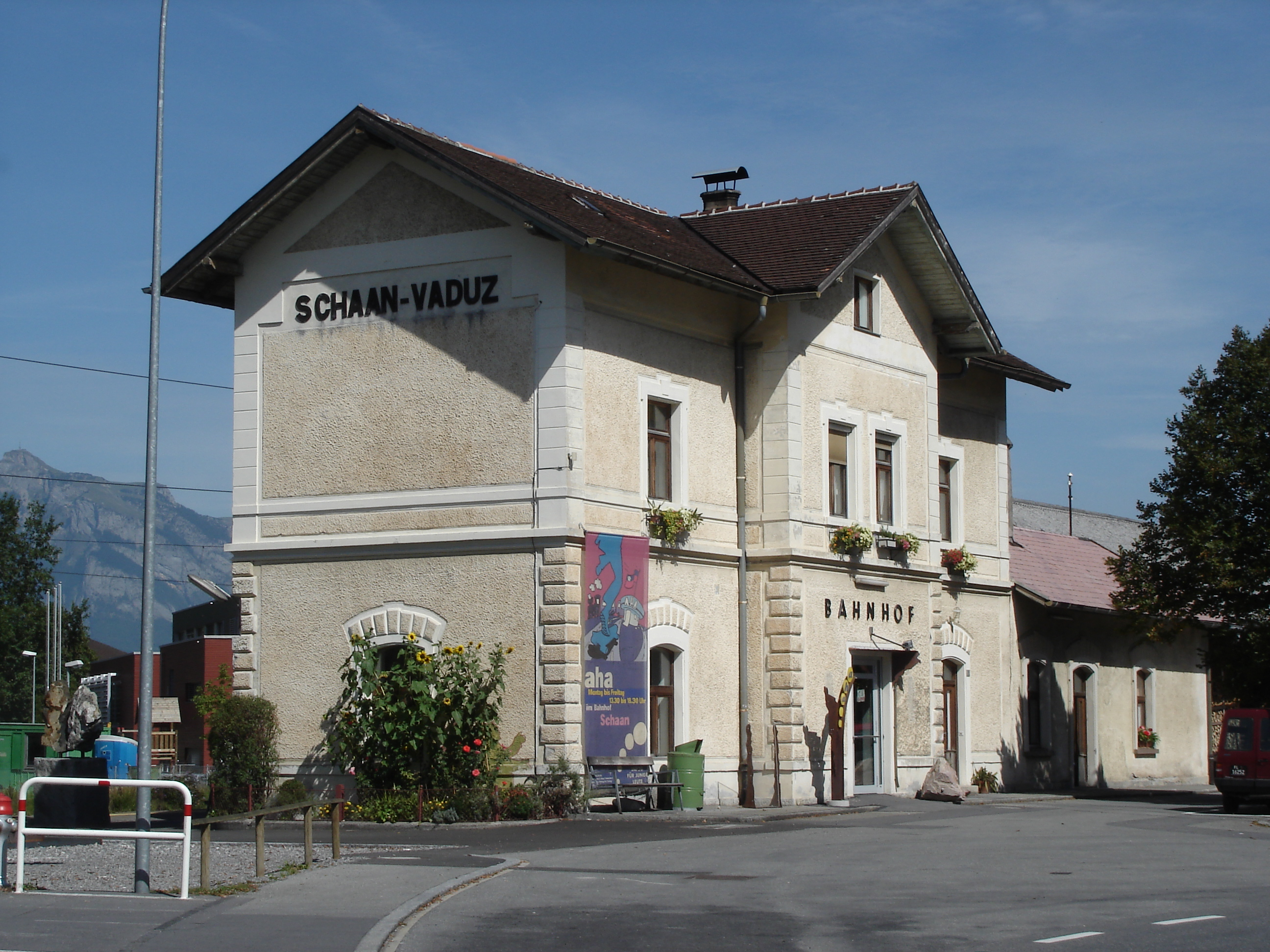
Järnvägsstationen Schaan-Vaduz

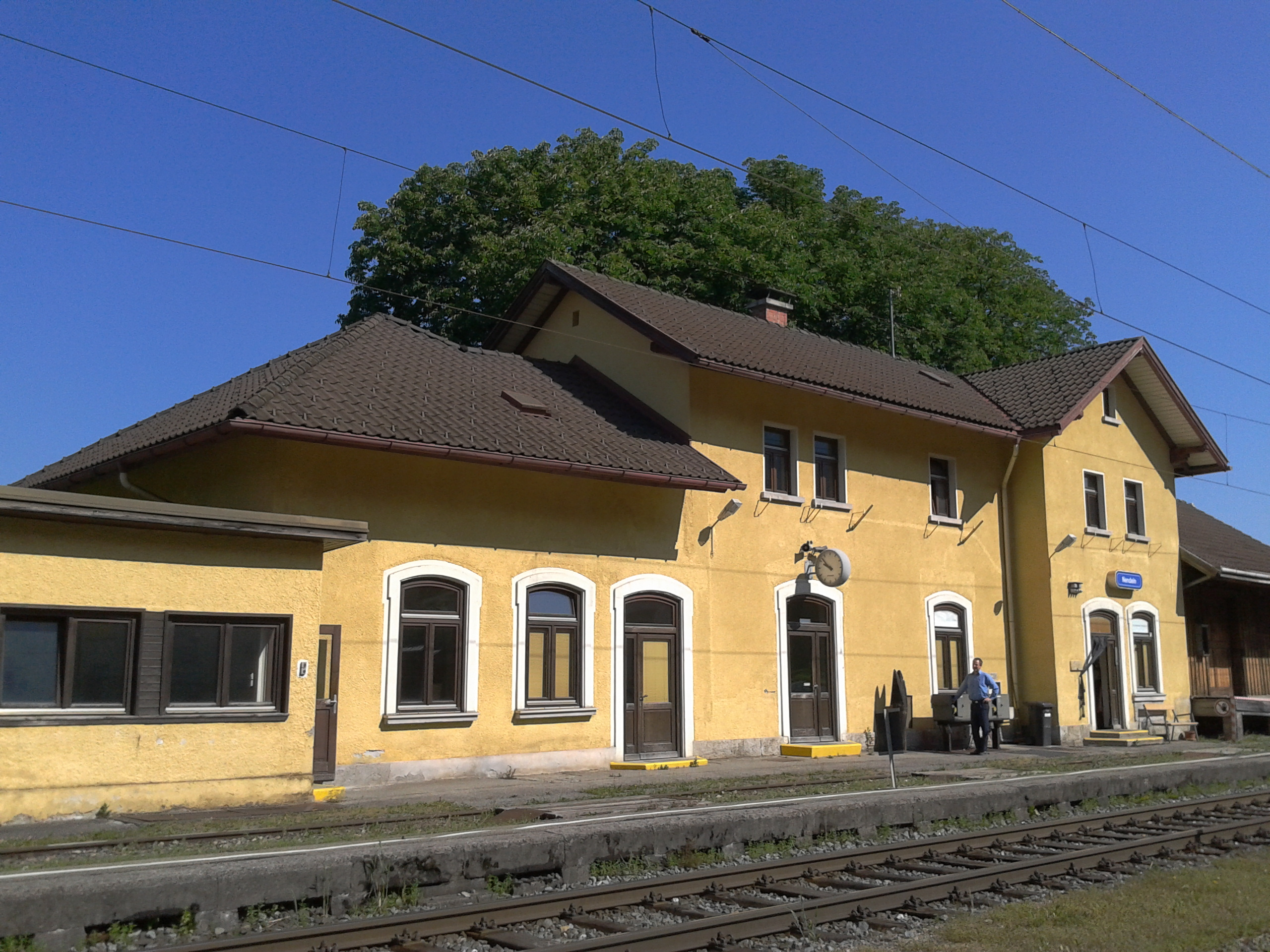
Järnvägsstationen i Nendeln.

År 1902 tillkom  Schaanwald, där den nu kulturskyddade stationen byggdes 1928 och 2000 Forst Hilti. Järnvägen är ett av de bestående minnena av unionen mellan furstendömet och Österrike.
Mellan 1938 och 1945 drevs järnvägen av Deutsche Reichsbahn.
Efter första världskriget, när Österrike hade hamnat i en kaotisk situation, knöts Liechtenstein närmare till Schweiz och bröt det mesta av sin politiska anknytning till Österrike. Som en konsekvens av det fick man före 2011 visa pass vid alla tullstationer mellan Österrike och Liechtenstein, eftersom Schweiz och Liechtenstein då inte tillhörde Schengenområdet men länge haft en passunion. 
År 2015 föreslogs att linjen skulle byggas ut med lokaltåg mellan Schweiz och Österrike men förslaget röstades ned i en folkomröstning i Liechtenstein 31 augusti 2020.